# Tintamarre (Zeitschrift)
Le Tintamarre (Das Getöse) war eine satirische Wochenzeitschrift im Frankreich des 19. Jahrhunderts. 
Sie wurde erstmals am 19. März 1843 von Jules Lovy (1801–1866) herausgegeben. Eng verbunden mit der Geschichte des Tintamarre ist der Name Touchatout, (eigentlich Léon-Charles Bienvenu). Besonders durch dessen Feder war Le Tintamarre für beißende Satiren über das politische und soziale Leben der Epoche Napoleons III. bekannt. Le Tintamarre war allerdings nicht die einzige satirische Zeitschrift, die in Paris erschien. Sie warb mit einer stattlichen Zahl konkurrierender Blätter um die Gunst der Leser: mit Diogène, Le Nain jaune, Le Soleil, La Lune, L’Éclipse, Le Journal amusant und Le Charivari.

## Autoren
Zu den bekannten Autoren, die im  Le Tintamarre veröffentlichten, gehörten der Schweizer Schriftsteller Étienne Eggis, außerdem Émile Gaboriau, Alphonse Allais und Charles Baudelaire. Baudelaire bekam pro Zeile 1½ Sou. Er schrieb über Literatur, Theater und Musik. Auch die Texte des politisch engagierten Chansonniers Jules Jouy wurden erstmals im Le Tintamarre veröffentlicht, wo Jouy selbst als Redakteur tätig war.

## Zitate
In der Ausgabe des Tintamarre vom 18. Mai 1879 schrieb Alphonse Allais:
- Le comble de l'erreur géographique: Croire que les suicidés sont les habitants de la Suisse.

(Der Gipfel des Irrtums: zu glauben, Selbstmörder seien die Bewohner der Schweiz.)
- Le comble de la politesse: S'asseoir sur son derrière et de lui demander pardon.

(Der Gipfel der Höflichkeit: sich beim Setzen bei seinem Hintern zu entschuldigen.)
- Le comble de l'habileté: Arriver à lire l'heure sur un cadran de baromètre.

(Der Gipfel der Geschicklichkeit: die Uhrzeit am Barometer abzulesen.)